# Morten Madsen (ishockeyspiller)
 For alternative betydninger, se Morten Madsen. (Se også artikler, som begynder med Morten Madsen)
Morten Madsen (født 16. januar 1987 i Rødovre) er en dansk professionel ishockeyspiller. Han fik sin ishockeyopdragelse i Rødovre Skøjte & Ishockey Klub. Bare 15 år gammel fik han sin debut for Rødovre Mighty Bulls i superisligaen i sæsonen 2002-2003. Derefter gik turen til Göteborg i Sverige hvor han spillede for Frölunda HC, der dengang hed Västra Frölunda HC. I 2005 blev han draftet af NHL-klubben Minnesota Wild i 4. runde som nr. 122 i alt. I sæsonen 2005-2006 fik han sin debut for Frölunda i Eliteserien i Sverige. Samme år debuterede han på det danske landshold ved VM i Riga. I oktober 2009 var han tilbage på isen i den svenske Eliteserien, for MODO Hockey.

## Nordamerika
For sæsonen 2006-2007 valgte Morten Madsen at tage springet til nordamerikansk ishockey for at forbedre sine chancer for at komme til at spille i verdens bedste ishockeyliga, NHL. Madsen spillede sæsonen 2006-07 i Quebec Major Junior Hockey League (QMJHL) for Victoriaville Tigres inden han d. 15. maj 2007 skrev en 3-årig kontrakt med Minnesota Wild. Madsen har indledt sæsonen 2007-08 på Minnesotas farmerhold Houston Aeros i AHL.

## Bedrifter
I december 2006 var Morten Madsen en af de bærende kræfter på det danske U-20 juniorlandshold, som på hjemmebane i Odense vandt sin VM-pulje og dermed rykkede op blandt verdens bedste juniorlandshold for første gang nogensinde. Madsen blev topscorer for det danske hold med 2 mål og 7 assists i 5 kampe.

## Eksterne links
- Morten Madsens profil på Olympedia (engelsk)
- Morten Madsens profil hos NHL.com (engelsk)
- Morten Madsens profil på Eurohockey.com (engelsk)
- Morten Madsens profil på Hockeydb.com (engelsk)
- Morten Madsens profil på Eliteprospects.com (engelsk)